# Zatrephes
Zatrephes is een geslacht van vlinders van de familie spinneruilen (Erebidae).

## Soorten
- Z. afenestrata de Toulgoët, 1987
- Z. albescens Rothschild, 1909
- Z. amoena Dognin, 1924
- Z. arenosa Schaus, 1905
- Z. atrata Rothschild, 1910
- Z. bicolorata Druce, 1906
- Z. bilineata Rothschild, 1909
- Z. binotata Rothschild, 1909
- Z. brunnea Rothschild, 1909
- Z. cardytera Dyar, 1910
- Z. carmesina Rothschild, 1909
- Z. crocos Cramer, 1777
- Z. cruciata Rothschild, 1909
- Z. dichroma de Toulgoët, 1989
- Z. dithyris Hampson, 1905
- Z. fallax Dognin, 1923
- Z. fasciola Seitz, 1922
- Z. flavida Hampson, 1905
- Z. flavipuncta Rothschild, 1909
- Z. flavonotata Rothschild, 1909
- Z. foliacea Rothschild, 1909
- Z. funebris de Toulgoët, 1987
- Z. gigantea Rothschild, 1909
- Z. griseorufa Rothschild, 1909
- Z. haxairei de Toulgoët, 1989
- Z. ignota Schaus, 1921
- Z. iridescens Rothschild, 1910
- Z. irrorata Rothschild, 1909
- Z. klagesi Rothschild, 1909

- Z. krugeri Reich, 1934
- Z. lentiginosus Rothschild, 1917
- Z. magnifenestra Bryk, 1953
- Z. marmorata de Toulgoët, 1987
- Z. miniata Rothschild, 1909
- Z. modesta Schaus, 1905
- Z. mossi Rothschild, 1933
- Z. nitida Cramer, 1780
- Z. novicia Schaus, 1921
- Z. ockendeni Rothschild, 1909
- Z. olivenca Dognin, 1923
- Z. ossea Schaus, 1905
- Z. propinqua Rothschild, 1909
- Z. pseudopraemolis Rothschild, 1909
- Z. rosacea Rothschild, 1909
- Z. rosella Rothschild, 1917
- Z. rufescens Rothschild, 1909
- Z. subflavescens Rothschild, 1909
- Z. trailii Butler, 1877
- Z. trilineata Hampson, 1905
- Z. varicolor de Toulgoët, 1987
- Z. variegata Rothschild, 1909